# Pabellón de la Caja de Ahorros y Pensiones de Barcelona
El antiguo Pabellón de la Caja de Ahorros y Pensiones de Barcelona es una obra de los arquitectos Manuel Maria Mayol y Josep Maria Ribas i Casas. Está incluida en el Inventario del Patrimonio Arquitectónico de Cataluña y es la sede desde 1984 del Instituto Cartográfico y Geológico de Cataluña (España).

## Historia
Fue construido como pabellón expositivo de la Caja de Ahorros y Pensiones de Barcelona en la Exposición Internacional de Barcelona de 1929, aunque todavía no se han podido localizar ni los planos ni una hoja de encargo a los arquitectos autores del proyecto.
Tras la Exposición, desde 1931 y durante los años de la República, la Caixa de Pensiones lo utilizó por otros usos de carácter social.
Después de la Guerra Civil, el edificio fue la sede del Instituto Nacional de Previsión. Desde 1984 es sede primero del Instituto Cartográfico de Cataluña (ICC) y, desde 2014, del Instituto Cartográfico y Geológico de Cataluña (ICGC).

## Descripción
El Pabellón de la Caja de Ahorros y Pensiones de Barcelona se levanta en el parque de Montjuic, en el distrito de Sants-Montjuic de la capital catalana. Es un edificio aislado, con la fachada principal hacia el paseo Santa Madrona, entre las calles Lleida y Guardia Urbana. Se trata de un palacio organizado en un cuerpo central rectangular, al que se le adjuntan dos laterales, avanzados respecto al central para crear un espacio de entrada. Esta unión entre los cuerpos no se directa, sino que se hace a través de unos módulos estrechos, retirados de la fachada principal. Sobre estos módulos se levantan dos torres rectangulares de dos plantas de altura. Todo el conjunto está elevado respecto a la calle, y por eso también dispone de un sistema de plataformas con rampas y escalinatas de acceso.
El cuerpo principal, de tres plantas de altura, tiene una composición de aperturas de cinco ejes verticales. En planta baja dispone de arcos de medio punto, enmarcando una ventana rectangular y una circular, excepto el central, que contiene la puerta de entrada protegida por una marquesina moderna de vidrio. Los arcos están separados por pilastras almohadilladas donde se apoya la cornisa, que separa la base del edificio de la parte superior. En la parte superior de la cornisa se disponen pequeños pilares que sirven de base a columnas jónicas que configuran la planta superior. El remate consiste en un friso sin decoración y una cornisa de carácter clasicista con dentellón.
Los dos cuerpos laterales son más rectangulares y de dos plantas. En los puntos donde los laterales se juntan con el central, se levantan las dos torres rectangulares con cubierta a cuatro aguas. El resto de fachadas repiten los criterios y repertorio clasicista, excepto la fachada posterior, que presenta un gran arco de medio punto cerrado con una cristalera y protegido por un filtro solar moderno.
El menaje de la fachada está hecho con revestimiento liso y los enmarcados y pilastras de piedra. Las cubiertas de teja árabe se disponen a cuatro aguas y sus aleros quedan escondidos por los canalones de recogida de agua. El cuerpo central dispone de un gran tragaluz que ilumina un espacio a modo de patio interior, alargado en la dirección del eje longitudinal del edificio.
El resto del interior ha sufrido muchas reformas, pero todavía son visibles los arcos de medio punto que formaban un porche abierto a la zona del acceso principal. Este porche ha sido cerrado, alineando el nuevo cierre con el plan de la fachada principal.
Artísticamente, hay que destacar la escultura de mármol de Minerva de Joan Borrell i Nicolau, que se encuentra en una hornacina en la fachada que da a la calle. Formaba parte del conjunto de la Fuente de la Aurora, hasta que fue colocada en esta ubicación en 2003.